# Gyrdewci
Gyrdewci (bułg. Гърдевци) – wieś w Bułgarii, w obwodzie Wielkie Tyrnowo, w gminie Elena. W 2024 roku liczyła 22 mieszkańców.